# Света Параскева (Попица)
„Света Параскева“ е православна църква във врачанското село Попица, част от Врачанската епархия на Българската православна църква.

## История
Църквата е построена през 1880 – 1883 година от майстор Захарий от Дупнишко. Стенописите в нея са изписани от дебърските майстори Велко Илиев и Мирон Илиев в същата 1883 година. Църквата е осветена от митрополит Калиник Врачански в 1898 година. На стената на църквата има надпис „1879 г., 24 май, ктитор и приложник Цоло Наков“. Иконостасът е изписан безплатно от Петко Танов Даскалов – Търновски, учител, зограф и революционер, участник във Влашкоселската въстаническа чета. Танов е погребан в двора на храма и на паметника има надпис: „Тук почива прахът на Петко Танов – изографин – починал на 27 юли 1889 година“.